# 德国—利比里亚关系
德国—利比里亚关系建立于利比里亚独立后不久，尽管两国在第二次世界大战期间中断了经贸往来，但在战后又再度建立了联系。

## 历史
早在1855年德国统一之前，利比里亚的独立国家地位就得到了吕贝克、不来梅和汉堡这三个汉萨同盟自由市的承认。汉堡商人卡尔·韦尔曼与利比里亚建立了第一家贸易公司，此人于1858年被任命为汉堡驻蒙罗维亚领事，后来又曾担任北德意志邦联和德意志帝国的领事。

### 第一次世界大战前
在第一次世界大战爆发前，利比里亚与德国之间便存在着广泛的贸易往来。根据英国方面在1906年的估计，利比里亚超过四分之三的贸易额被德国掌握。而根据1909年一位德国海军军官的报告则指出，德国在利比里亚贸易中占据的份额高达80%至90%。这种联系体现在进出口贸易上，并在20世纪初期扩展至德国人在利比里亚的零售业。利比里亚主要通过德国的航运体系与国际市场保持联系，而德国航运也依赖来自利比里亚的克鲁族劳工担任水手和码头搬运工。利比里亚政府积欠了德国公司积累了大量债务。自1898年至1916年间，多次民众起义对德方财产造成了破坏，德国政府因此向利比里亚政府提出赔偿要求。1912年，由于索赔问题迟迟得不到解决，德国政府采取了“炮舰外交”的方式施压，但最终双方达成了和平解决方案。
尽管德国与利比里亚之间存在大量贸易往来，但与英国不同的是德国政府在利比里亚极度不愿参与需要长期资本投资的项目。相比之下英国向利比里亚提供了贷款，这在很大程度上削弱了利比里亚的主权，使英国政府在利比里亚事务中拥有了极大的影响力。在1911年利比里亚总统亚瑟·巴克利任内，利比里亚与英国以及包括德国、美国和法国在内的其他西方列强就一笔重要贷款进行了谈判，并于1912年在总统丹尼尔·E·霍华德任内正式获批。这是利比里亚政府继之前两笔重大不平等贷款之后的第三笔。该贷款为利比里亚提供了170万美元，贷款条件包括四个贷款国可以各自派遣一名海关总接收员，这一安排限制了利比里亚财政部长的权力。1912年的这笔贷款最终于1926年通过美国金融公司提供的新贷款得以还清。该贷款的主要受益者是英国的银行。

### 第一次世界大战及战间期
利比里亚最初在第一次世界大战中保持中立，由于该国与德国存在经济联系，总统丹尼尔·E·霍华德对与德国开战持谨慎态度。在1915年至1916年间，英国和法国利用其对利比里亚的影响力，施压利比里亚采取政策削弱与德国之间的贸易往来。英国还切断了德国的海上航线，这也影响了德国与利比里亚之间的贸易能力。利比里亚于1917年迫于英美两国压力对德国宣战，这导致利比里亚经济遭受严重打击。1918年，德国的一艘U艇炮击了利比里亚首都蒙罗维亚。
第一次世界大战结束后，利比里亚与德国的贸易虽得以恢复，但再也未能恢复到战前的水平。1922年，莫穆卢·马萨科伊获任驻汉堡总领事。他是首批常驻欧洲的非洲本土外交官之一。

### 第二次世界大战及战后
利比里亚在第二次世界大战初期再次保持中立，然而英国在20世纪40年代再次利用其影响力限制德国在利比里亚的贸易。英国在1941年通过下令蒙罗维亚银行停止处理德国账户，同时拒绝德国船只安全通行至利比里亚的手段对两国贸易施加限制。1944年1月27日，利比里亚对德国宣战。
利比里亚战后于1953年7月23日与西德建立外交关系，并于1973年9月28日与东德建立外交关系。到了1982年，西德占利比里亚对外贸易总额的28%。其中德国是利比里亚铁矿石市场的主要买家，占比达40%。由于1990年内战爆发，德国大使馆被迫关闭。不过到了2005年，德国大使馆重新开始在蒙罗维亚开展工作。2007年，德国总理安格拉·默克尔对利比里亚进行了国事访问。2008年和2015年，利比里亚总统埃伦·约翰逊·瑟利夫对德国进行了国事访问。

### 引用书籍
- Akingbade, Harrison. . Phylon (Atlanta, Georgia: Clark Atlanta University). 1985, 46 (1): 25–36  [2022-08-08]. JSTOR 274943. doi:10.2307/274943. （原始内容存档于2025-05-04）.
- Berridge, G.R.; Lloyd, Lorna. . Palgrave Macmillan. 2012. ISBN 978-1-137-01761-1.
- Dunn, Elwood D.; Beyan, Amos J.; Burrowes, Carl Patrick. . Lanham, Maryland: Scarecrow Press. 2000. ISBN 9781461659310.
- Duva, Anjali Mitter. . PBS. 2002  [2022-08-24]. （原始内容存档于2025-03-13） （英语）.
- Shmockel, Wolfe W. . Liberian Studies Journal. 1977, 7 (1): 27–42  [2022-08-24]. （原始内容存档于2025-05-04）.
- Van Der Kraaij, Fred P.M. . Liberia Past and Present.   [2022-08-24]. （原始内容存档于2024-12-03）.
- Wesley, Charles H. . The Journal of African American History. 1917, 2: 369–383  [2022-08-24]. （原始内容存档于2025-03-20）.